# Listă de adaptări live-action ale filmelor Disney

Walt Disney Pictures produce toate filmele enumerate mai jos.

Aceasta este o listă de remake-uri, live-action sau fotorealiste, produse de Walt Disney Pictures, ale filmelor sale de animație. Lista include, de asemenea, continuările filmelor, și spin-off-urile din universul acestora. 
Această listă nu include remake-uri ale filmelor hibride live-action/animație (cum ar fi Pete's Dragon), ale filmelor de animație care au fost produse de un alt studio și adaptate ulterior ca filme live-action de către Disney, ale filmelor live-action realizate de un alt studio pe baza aceleiași povești ca și un film Disney, care au fost achiziționate ulterior (cum ar fi Ever After), sau bazate pe desene animate (cum ar fi Kim Possible sau Chip 'n Dale: Rescue Rangers).

## Filme
| Film                                | Filmul original                           | Data lansării     | Regizor             | Scenarist | Producător                                                         | Colaborare cu                                                                          | Note                                                    |
| ----------------------------------- | ----------------------------------------- | ----------------- | ------------------- | --- | ------------------------------------------------------------------ | -------------------------------------------------------------------------------------- | ------------------------------------------------------- |
| Rudyard Kipling's The Jungle Book   | Cartea junglei (1967)                     | 25 decembrie 1994 | Stephen Sommers     | Stephen Sommers, Ronald Yanover și Mark Geldman                                                              | Edward S. Feldman și Raju Patel                                    | Baloo Productions și Jungle Book Films                                                 | [ 1 ]                                                   |
| 101 Dalmațieni                      | 101 dalmațieni (1961)                     | 27 noiembrie 1996 | Stephen Herek       | John Hughes                                                                                                  | John Hughes și Ricardo Mestres                                     | Great Oaks Entertainment                                                               | [ 2 ]                                                   |
| 102 Dalmatians                      | 101 dalmațieni (1961)                     | 22 noiembrie 2000 | Kevin Lima          | Kristen Buckley, Brian Regan, Bob Tzudiker și Noni White                                                     | Edward S. Feldman                                                  | Cruella Productions și Kanzaman S.A.M. Films                                           | [ 3 ]                                                   |
| Alice în Țara Minunilor             | Alice în Țara Minunilor (1951)            | 5 martie 2010     | Tim Burton          | Linda Woolverton                                                                                             | Richard D. Zanuck, Joe Roth, Suzanne Todd și Jennifer Todd         | The Zanuck Company, Roth Films și Team Todd                                            | [ 4 ] [ 5 ]                                             |
| Ucenicul vrăjitor                   | Fantasia (1940)                           | 16 iulie 2010     | Jon Turteltaub      | Doug Miro, Carlo Bernard și Matt Lopez                                                                       | Jerry Bruckheimer                                                  | Jerry Bruckheimer Films, Saturn Films și Broken Road Productions                       |                                                         |
| Maleficent                          | Frumoasa adormită (1959)                  | 30 mai 2014       | Robert Stromberg    | Linda Woolverton                                                                                             | Joe Roth                                                           | Roth Films                                                                             | [ 6 ] [ 7 ] [ 8 ]                                       |
| Cenușăreasa                         | Cenușăreasa (1950)                        | 13 martie 2015    | Kenneth Branagh     | Chris Weitz                                                                                                  | Simon Kinberg, Allison Shearmur și David Barron                    | Kinberg Genre, Allison Shearmur Productions și Beagle Pug Films                        | [ 9 ] [ 10 ] [ 11 ] [ 12 ]                              |
| Cartea junglei                      | Cartea junglei (1967)                     | 15 aprilie 2016   | Jon Favreau         | Justin Marks                                                                                                 | Jon Favreau și Brigham Taylor                                      | Fairview Entertainment                                                                 | [ 13 ] [ 14 ] [ 15 ]                                    |
| Alice Through the Looking Glass     | Alice în Țara Minunilor (1951)            | 27 mai 2016       | James Bobin         | Linda Woolverton                                                                                             | Joe Roth, Suzanne Todd, Jennifer Todd și Tim Burton                | Roth Films, Team Todd și Tim Burton Productions                                        | [ 16 ]                                                  |
| Frumoasa și bestia                  | Frumoasa și bestia (1991)                 | 17 martie 2017    | Bill Condon         | Stephen Chbosky și Evan Spiliotopoulos                                                                       | David Hoberman și Todd Lieberman                                   | Mandeville Films                                                                       | [ 17 ] [ 18 ] [ 19 ]                                    |
| Christopher Robin și Winnie de Pluș | Filmele Winnie de Pluș                    | 3 august 2018     | Marc Forster        | Alex Ross Perry, Tom McCarthy and Allison Schroeder (scenariu) Greg Brooker și Mark Steven Johnson (poveste) | Brigham Taylor și Kristin Burr                                     | 2DUX²                                                                                  | [ 20 ]                                                  |
| Dumbo                               | Dumbo (1941)                              | 29 martie 2019    | Tim Burton          | Ehren Kruger                                                                                                 | Justin Springer, Ehren Kruger, Derek Frey și Katterli Frauenfelder | Tim Burton Productions, Infinite Detective Productions și Secret Machine Entertainment | [ 20 ]                                                  |
| Aladdin                             | Aladdin (1992)                            | 24 mai 2019       | Guy Ritchie         | John August și Guy Ritchie                                                                                   | Dan Lin și Jonathan Elrich                                         | Rideback                                                                               | [ 20 ]                                                  |
| Regele Leu                          | Regele Leu (1994)                         | 19 iulie 2019     | Jon Favreau         | Jeff Nathanson                                                                                               | Jon Favreau, Karen Gilchrist și Jeffrey Silver                     | Fairview Entertainment                                                                 | [ 22 ] [ 20 ] [ 23 ]                                    |
| Maleficent: Suverana Răului         | Frumoasa adormită (1959)                  | 18 octombrie 2019 | Joachim Rønning     | Linda Woolverton, Noah Harpster și Micah Fitzerman-Blue                                                      | Joe Roth, Angelina Jolie și Duncan Henderson                       | Roth/Kirschenbaum Films                                                                | [ 24 ] [ 25 ]                                           |
| Doamna și vagabondul                | Doamna și Vagabondul (1955)               | 12 noiembrie 2019 | Charlie Bean        | Andrew Bujalski și Kari Granlund                                                                             | Brigham Taylor                                                     | Taylor Made                                                                            | [ 5 ] [ 26 ] [ 27 ]                                     |
| Mulan                               | Mulan (1998)                              | 4 septembrie 2020 | Niki Caro           | Elizabeth Martin, Lauren Hynek, Rick Jaffa și Amanda Silver                                                  | Chris Bender, Tendo Nagenda, Jason T. Reed și Jake Weiner          | Jason T. Reed Productions și Good Fear Productions                                     | [ 28 ] [ 29 ] [ 30 ]                                    |
| Cruella                             | 101 dalmațieni (1961)                     | 28 mai 2021       | Craig Gillespie     | Dana Fox and Tony McNamara (scenariu) Aline Brosh McKenna, Kelly Marcel și Steve Zissis (poveste)            | Andrew Gunn, Marc Platt și Kristin Burr                            | Gunn Films și Marc Platt Productions                                                   | [ 25 ] [ 31 ] [ 32 ] [ 33 ] [ 34 ] [ 35 ] [ 36 ] [ 37 ] |
| Pinocchio                           | Pinocchio (1940)                          | 8 septembrie 2022 | Robert Zemeckis     | Chris Weitz și Robert Zemeckis                                                                               | Chris Weitz, Robert Zemeckis, Derek Hogue și Andrew Milano         | ImageMovers și Depth of Field Studios                                                  | [ 38 ] [ 39 ] [ 40 ] [ 41 ] [ 42 ] [ 43 ] [ 44 ] [ 45 ] |
| Peter Pan & Wendy                   | Peter Pan (1953)                          | 28 aprilie 2023   | David Lowery        | David Lowery și Toby Halbrooks                                                                               | Joe Roth și Jim Whitaker                                           | Whitaker Entertainment și Roth/Kirschenbaum Films                                      | [ 46 ] [ 47 ] [ 48 ] [ 49 ] [ 50 ]                      |
| The Little Mermaid                  | Mica sirenă (1989)                        | 26 mai 2023       | Rob Marshall        | David Magee                                                                                                  | Rob Marshall, John DeLuca, Lin-Manuel Miranda și Marc Platt        | Lucamar Productions, Marc Platt Productions și 5000 Broadway Productions               | [ 51 ] [ 52 ] [ 53 ]                                    |
| Mufasa: The Lion King               | Regele Leu (1994)                         | 20 decembrie 2024 | Barry Jenkins       | Jeff Nathanson                                                                                               | Adele Romanski și Mark Ceryak                                      | Fairview Entertainment                                                                 | [ 54 ] [ 55 ]                                           |
| Albă ca Zăpada                      | Albă ca Zăpada și cei șapte pitici (1937) | 21 martie 2025    | Marc Webb           | Erin Cressida Wilson și Greta Gerwig                                                                         | Marc Platt                                                         | Marc Platt Productions                                                                 | [ 56 ] [ 57 ]                                           |
| Lilo & Stitch                       | Lilo & Stitch (2002)                      | 23 mai 2025       | Dean Fleischer Camp | Chris Kekaniokalani Bright                                                                                   | Dan Lin și Jonathan Eirich                                         | Rideback and Blue Koala Pictures, Inc.                                                 | [ 58 ] [ 59 ] [ 60 ] [ 61 ] [ 62 ]                      |